# Белуско
Белуско (итал. Bellusco) је насеље у Италији у округу Монца и Бријанца, региону Ломбардија.
Према процени из 2011. у насељу је живело 6817 становника. Насеље се налази на надморској висини од 209 м.

## Становништво
| 1931. | 1936. | 1951. | 1961. | 1971. | 1981. | 1991. | 2001. | 2011. |
| ----- | ----- | ----- | ----- | ----- | ----- | ----- | ----- | ----- |
| 3.135 | 3.141 | 3.623 | 3.797 | 4.785 | 5.715 | 5.998 | 6.162 | 7.212 |